# 반월동 (창원시)
반월동(半月洞)은 경상남도 창원시 마산합포구에 있는 법정동이다. 1947년부터 2016년 12월 31일까지 행정동으로 존재하였으며, 2017년 1월 1일부터 반월중앙동으로 합동하여 폐지되었다.

## 개요
마산합포구청으로부터 서쪽 1.6km 지점에 위치. 합포현의 지역으로서, 조선 태종때 창원군으로 편입되었고, 1910년 마산부제의 실시에 따라 마산부 외서면에 편입되고, 1914년 행정구역 통합에 의해 신월리 일부를 갈라서 일제식으로 선정(扇町)이라 하였다가 1947년 일제식 동명변경에 의해 반월동으로 고쳤으며, 1958년 시조례에 의하여 반월동, 신월동, 월포동, 대성동 1가, 장군동 1가, 중앙동 1,2가 일부를 합하여 반월동회로 되었다. 가로는 격자상으로 일제시대에 건설된 주택지로서, 과거 신마산역이 있던 곳이기도 하다.

## 교육
- 해운초등학교
- 월영초등학교
- 마산중앙고등학교
- 성지여자고등학교
- 마산고등학교
- 경남대학교

## 교통

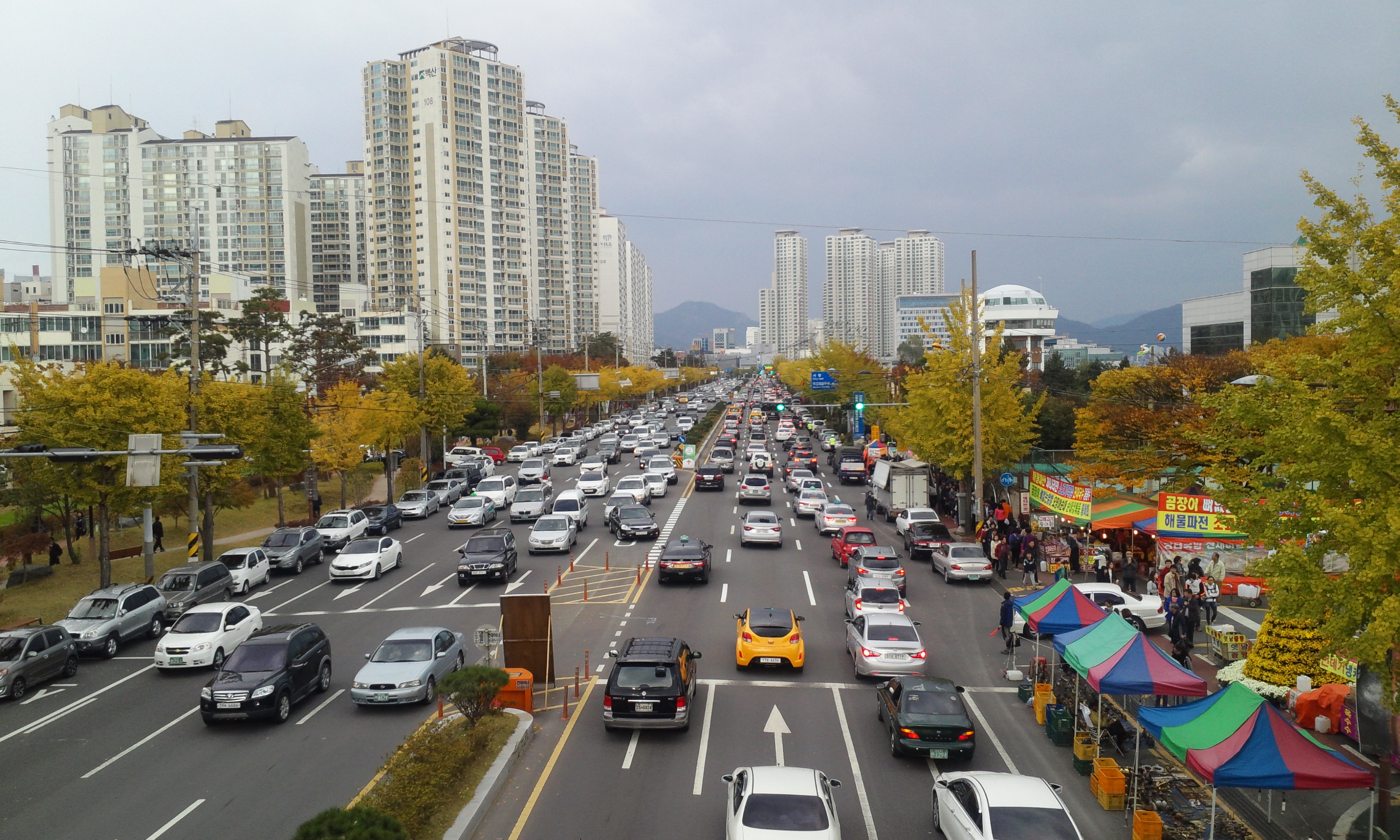
2014년 11월 해안대로

- 해안대로